# Covelas (Póvoa de Lanhoso)
Covelas é uma povoação portuguesa sede da Freguesia de Covelas do Município de Póvoa de Lanhoso, freguesia com 2,84 km² de área e 406 habitantes (censo de 2021), tendo, por isso, uma densidade populacional de 143 hab./km².

## Demografia
A população registada nos censos foi:
| Distribuição da População por Grupos Etários | Distribuição da População por Grupos Etários | Distribuição da População por Grupos Etários | Distribuição da População por Grupos Etários | Distribuição da População por Grupos Etários |
| -------------------------------------------- | -------------------------------------------- | -------------------------------------------- | -------------------------------------------- | -------------------------------------------- |
| Ano                                          | 0-14 Anos                                    | 15-24 Anos                                   | 25-64 Anos                                   | > 65 Anos                                    |
| 2001                                         | 78                                           | 57                                           | 206                                          | 59                                           |
| 2011                                         | 68                                           | 44                                           | 233                                          | 71                                           |
| 2021                                         | 41                                           | 51                                           | 229                                          | 85                                           |